# Jordan (Montana)
Jordan è una città degli Stati Uniti d'America situata in Montana, nella contea di Garfield.